# Коктобе (Актюбинская область)
Коктобе (каз. Көктөбе, до 2000 г. — Восток) — село в Мугалжарском районе Актюбинской области Казахстана. Входит в состав Аккемирского сельского округа. Код КАТО — 154833200.

## Население
В 1999 году население села составляло 293 человека (146 мужчин и 147 женщин). По данным переписи 2009 года, в селе проживало 165 человек (84 мужчины и 81 женщина).